# Tomasselet
Tomasselet är en sjö i Strömsunds kommun i Ångermanland och ingår i Ångermanälvens huvudavrinningsområde. Sjön har en area på 1,17 kvadratkilometer och ligger 206,9 meter över havet. Sjön avvattnas av vattendraget Fjällsjöälven (Sannarån).

## Delavrinningsområde
Tomasselet ingår i det delavrinningsområde (708534-152320) som SMHI kallar för Utloppet av Tomasselet. Medelhöjden är 266 meter över havet och ytan är 12,88 kvadratkilometer. Räknas de 848 avrinningsområdena uppströms in blir den ackumulerade arean 7 283,08 kvadratkilometer. Fjällsjöälven (Sannarån) som avvattnar avrinningsområdet har biflödesordning 2, vilket innebär att vattnet flödar genom totalt 2 vattendrag innan det når havet efter 153 kilometer. Avrinningsområdet består mestadels av skog (72 procent). Avrinningsområdet har 1,17 kvadratkilometer vattenytor vilket ger det en sjöprocent på 9,1 procent.